# Oreodera affinis
Oreodera affinis är en skalbaggsart som beskrevs av Charles Joseph Gahan 1892. Oreodera affinis ingår i släktet Oreodera och familjen långhorningar.
Artens utbredningsområde är Guatemala. Inga underarter finns listade i Catalogue of Life.